# Haschaberg
Haschaberg ist ein Ortsteil der Stadt Waldmünchen im Landkreis Cham des Regierungsbezirks Oberpfalz im Freistaat Bayern.

## Geografie
Haschaberg liegt 1,7 Kilometer westlich der Bahnstrecke Cham–Waldmünchen und der parallel zur Bahnlinie verlaufenden Staatsstraße 2146, 6 Kilometer südwestlich von Waldmünchen und 8,8 Kilometer südwestlich der tschechischen Grenze. Nördlich von Haschaberg fließt der Stanabach und südlich der Stelzenbach (auch: Sinzenbach) in Richtung Westen.

## Geschichte
Haschaberg (auch: Rizmanusberc, Rutzmansperg, Harschenberg, Haschapergk, Haschenberg) wurde in einem Schutzbrief von Papst Innozenz IV. aus dem Jahr 1249 erstmals schriftlich erwähnt. Das Kloster Walderbach hatte dort Besitz. Haschaberg wurde im Verzeichnis der Erträge des Klosters Schönthal von 1429 aufgeführt. In einem Salbuch aus dem Jahr 1490 war Haschaberg mit 10 Lehen zum Kloster Walderbach gehörig verzeichnet. In der Übersicht der zum Kloster Walderbach grundbaren Dörfer von 1596 erschien Haschaberg mit einem Hof, drei Gütern und einer Mühle.
1563 hatte Haschaberg 5 Mannschaften. 1588 gab es in Haschaberg 2 Höfe, 2 Güter, 1 Mühle. 1596 waren in Haschaberg 1 Hof, 3 Güter, 1 Mühle grundbar zum Kloster Walderbach. 1630 wurden für Haschaberg 2 Höfe, 2 Güter, 1 Mühle mit Häusl und 4 Inwohner aufgeführt. 1703 gab es in Haschaberg 2 Höfe, 3 Güter. 1808 hatte die Ortschaft 5 Anwesen, eine Mühle und ein Hüthaus.
1808 wurde die Verordnung über das allgemeine Steuerprovisorium erlassen. Mit ihr wurde das Steuerwesen in Bayern neu geordnet und es wurden Steuerdistrikte gebildet. Dabei kam Haschaberg zum Steuerdistrikt Geigant. Der Steuerdistrikt Geigant bestand aus den Dörfern Geigant, Haschaberg und Sinzendorf, dem Weiler Roßhof und der Einöde Almosmühl.
1820 wurden im Landgericht Waldmünchen Ruralgemeinden gebildet. Dabei kam Haschaberg zur Ruralgemeinde Sinzendorf. Zur Ruralgemeinde Sinzendorf gehörten neben Sinzendorf mit 24 Familien das Dorf Haschaberg mit 9 Familien und die Einöde Almosmühl mit 2 Familien.
1829 und 1836 bemühte sich die Gemeinde Sinzendorf um eine Eingemeindung in die Gemeinde Rannersdorf. Diese Anträge wurden jedoch von der Regierung abgelehnt. 1978 verlor die Gemeinde Sinzendorf ihre Selbständigkeit und wurde in die Stadt Waldmünchen eingegliedert.
Haschaberg gehört zur Pfarrei Döfering. 1997 hatte Haschaberg 67 Katholiken.

## Einwohnerentwicklung ab 1820
| Jahr | Einwohner  | Gebäude |
| ---- | ---------- | ------- |
| 1820 | 9 Familien | k. A.   |
| 1838 | 52         | 5       |
| 1861 | 58         | 16      |
| 1871 | 46         | 29      |
| 1885 | 49         | 5       |
| 1900 | 43         | 4       |
| 1913 | 37         | 5       |

| Jahr | Einwohner | Gebäude |
| ---- | --------- | ------- |
| 1925 | 41        | 4       |
| 1950 | 45        | 6       |
| 1961 | 24        | 4       |
| 1970 | 29        | k. A.   |
| 1987 | 78        | 20      |
| 2011 | 28        | k. A.   |